# Radomski Batalion Obrony Terytorialnej
Radomski Batalion Obrony Terytorialnej – pododdział obrony terytorialnej ludowego Wojska Polskiego.
Radomski Batalion OT powołano 30 września 1965 roku zgodnie z rozkazem szefa Sztabu Generalnego WP nr 080/org. z 16 sierpnia 1965 roku oraz rozkazem dowódcy Warszawskiego Okręgu Wojskowego nr 063/org. z 27 sierpnia 1965 roku.
W 1972 roku rozformowano radomski batalion OT.

## Obsada personalna batalionu
- dowódca batalionu - ppłk Henryk Kotlarski
- szef sztabu-zastępca dowódcy batalionu - mjr Antoni Zuchowicz